# 허 (성씨)
허(許)씨는 한국의 성씨이다. 허(許)씨는 2015년 대한민국 통계청 인구조사에서 326,770명으로 조사되어, 한국 성씨 인구 순위 29위이다. 본관은 김해(金海), 양천(陽川), 태인(泰仁), 하양(河陽) 등이 있다.

## 역사
허씨의 기원은 가락국 수로왕의 왕비 허황옥(許黃玉)에게 둔다. 허황옥은 본래 인도의 아유타국(阿踰陀國)의 공주로서, 48년 16세 때 배에 석탑을 싣고 지금의 경남 창원시 진해구 용원동에 있는 부인당에 들어와 정박을 했는데 수로왕의 영접을 받고 왕비가 되었다. 
이후 허황옥은 10남 2녀를 낳았는데, 맏아들 거등(居登)은 김씨(金氏)로 정통을 잇게 하고, 두 아들은 허황옥의 유언에 따라 성(姓)을 허씨로 삼았다. 그 중 허씨(許氏)는 수로왕의 차남 거칠군(居漆君)의 후손이다. 김해 김씨는 부성(父姓), 허씨는 모성(母姓)을 각각 계승했다는 전설 때문에 두 성씨는 상혼(相婚)을 피한다.
가야가 신라에 항복하면서 각 지방에 흩어져 그 중 허선문(許宣文)을 시조로 삼는 양천 허씨, 허사문(許士文) 을 시조로 삼는 태인 허씨, 허강안(許康安)을 시조로 삼는 하양 허씨, 허염(許琰)을 시조로 삼는 김해 허씨로 분관되어 현재까지 이어지고 있다. 그중 허씨에 갈라져나온 인천 이씨는 시조 이허겸(李許謙)의 선대에 당나라에 사신으로 들어갔다가 천자로부터 이성(李姓)을 하사받은 일이 있어 이씨로 성을 바꾸었다고 한다.

## 본관
- 김해 허씨(金海 許氏)의 시조 허염(許琰)은 허황옥의 35세손이다. 그는 고려 때 삼중대광(三重大匡)을 지내고 가락군(駕洛君)에 봉해졌다고 한다. 김해 허씨는 조선시대 문과 급제자 15명을 배출하였다. 2015년 인구는 134,068명이다.

- 양천 허씨(陽川 許氏)의 시조 허선문(許宣文)은 허황옥의 30세손이다. 그는 공암촌(孔巖 : 현 서울특별시 강서구 가양동)에 살면서 농사에 힘써 많은 양곡을 비축하였는데, 고려 태조 왕건이 후백제의 견훤을 정벌할 때 군량이 부족하여 사기가 떨어지는 것을 보고 군량을 보급해 주었다. 태조는 그 공을 가상히 여겨 선문에게 공암을 식읍으로 하사하였다. 양천 허씨는 조선시대 문과 급제자 95명을 배출하였다. 인물로 허재, 허엽, 허준, 허균, 허목 등이 있다. 2015년 인구는 149,505명이다.

- 태인 허씨(泰仁 許氏)의 시조 허사문(許士文)은 허황옥의 30세손이다. 그는 왕건의 부마(駙馬)였으며 시산군(詩山君)에 봉해졌다고 한다. 시산은 현재의 전북특별자치도 정읍시 태인면이다. 조선 초기 문과 급제자로 허사문(許斯文)이 있다. 2015년 인구는 태인 허씨 6,870명, 시산 허씨(時山 許氏) 5,120명이다.

- 하양 허씨(河陽 許氏)의 시조 허강안(許康安)은 허황옥의 33세손이다. 고려 때 호부낭장(戶部郞將)을 역임하고 말년에 호장(戶長)을 지내고 하주(河州) 척리(刺吏)가 되었다. 하양 허씨는 조선시대 문과 급제자 13명을 배출하였다. 2015년 인구는 20,608명이다.

## 동조 이성 이본
태인 허씨(泰仁 許氏)에서 인천 이씨(仁川 李氏)가 갈라지고 양산 이씨(梁山 李氏)와 흥양 이씨(興陽 李氏)는 인천 이씨에서 갈라졌다.